# Catarina Hurtig

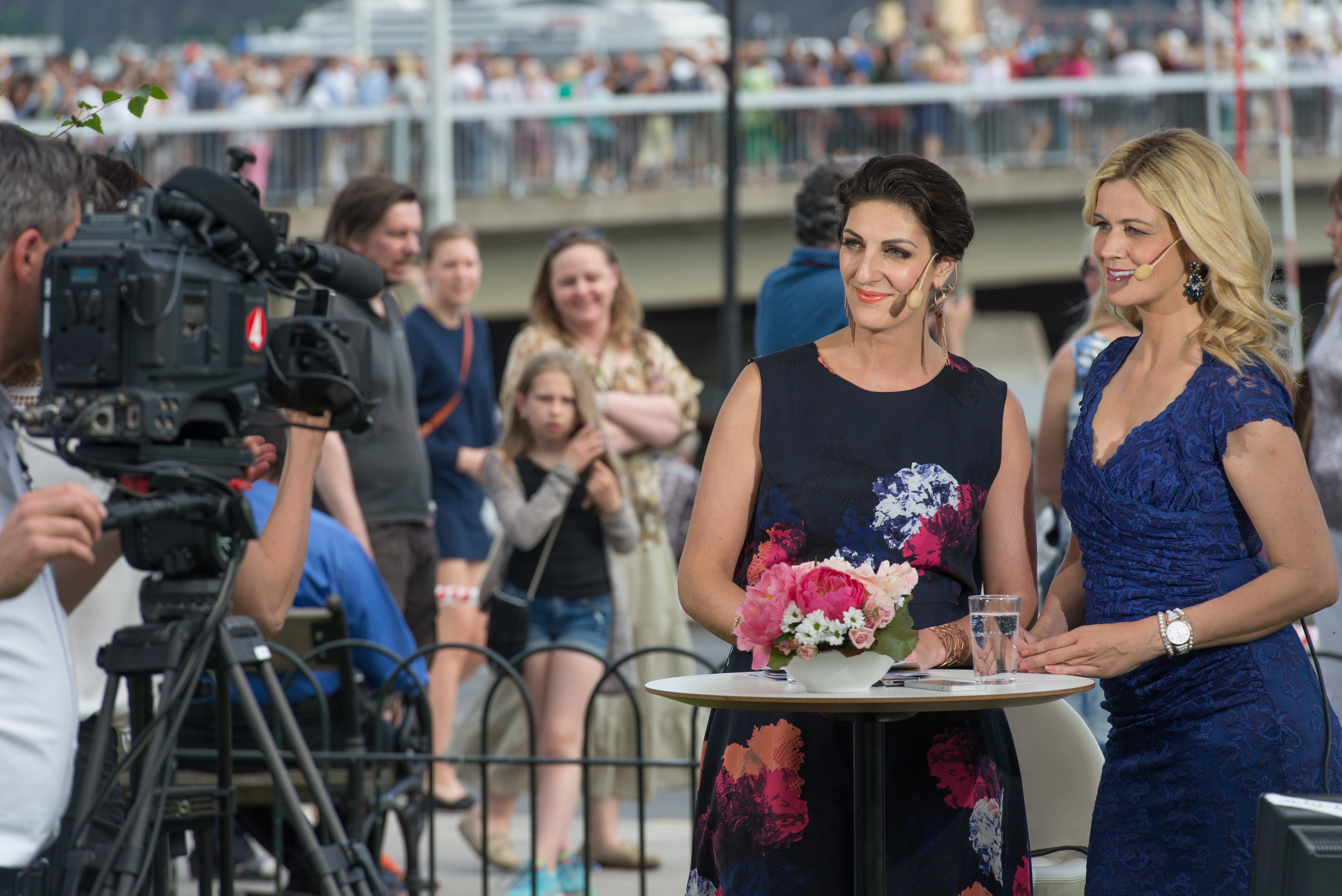
Soraya Lavasani (t.v.) och hovreporter Catarina Hurtig (t.h.) sänder från Stockholms gator med anledning av bröllopet mellan prins Carl Philip och Sofia Hellqvist den 13 juni 2015.

Catarina Hurtig, född 2 mars 1975, är en svensk författare, journalist och dokusåpadeltagare.
Hurtig har bland annat skrivit böckerna Det kungliga året och Uppdrag: prinsessa. Den senare utkom som pocket under titeln Prinsessor och belönades år 2008 med en Silverpocket i klassen mest sålda svenska fackbok. Den utkom som ljudbok under titeln Prinsessor i Skandinavien. 